# Grupo Dassault

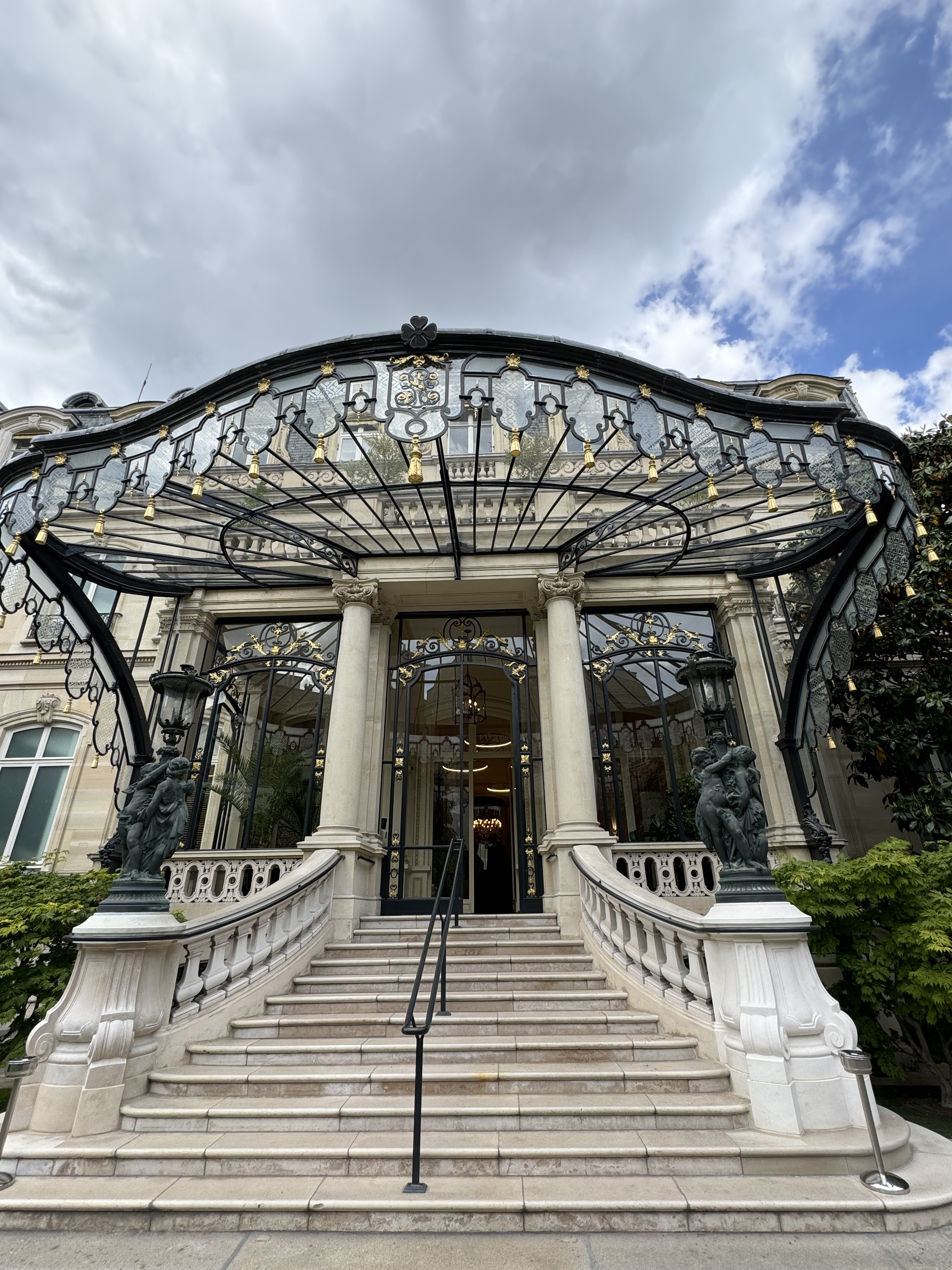
Sede del grupo Dassault en la rotonda de los Campos Elíseos de París.

Groupe Industriel Marcel Dassault S.A., (GIMD, o el Grupo Dassault) es un grupo francés de compañías dirigidas por Serge Dassault.

## Empresas
- Dassault Aviation (50.21%)
  - Dassault Falcon Jet
  - Dassault Falcon Service
  - Sogitec
- S.A.B.C.A.
- Dassault Systèmes (43.13%)
- Société de Véhicules Electriques
- Dassault Investissements
- Dassault Communications
- Dassault Multimédia
- Dassault Medias
  - Le Figaro